# Oreste Moricca
Oreste Moricca (n. 5 august 1891, Filandari, Calabria, Italia – d. 21 iunie 1984, Bra, Piemont, Italia) a fost un profesor ce a reprezentat Italia, medaliat olimpic. A participat la o ediție a Jocurilor Olimpice (1924) în care a câștigat o medalie de aur și o medalie de bronz.